# Raising Hope
Raising Hope ist eine US-amerikanische Sitcom über einen jungen Mann, der nach einem One-Night-Stand plötzlich Vater wird und das Baby namens Hope mit Hilfe seiner unkonventionellen Arbeiter-Familie aufzieht. Entwickelt wurde die Serie vom Produzenten und Drehbuchautor Greg García, der bereits für die Sitcom My Name Is Earl (2005–2009) verantwortlich war. Raising Hope besteht aus vier Staffeln mit insgesamt 88 Episoden und wurde zwischen 2010 und 2014 von 20th Century Fox Television für den US-Sender Fox produziert. Die Erstausstrahlung in den Vereinigten Staaten war am 21. September 2010, während die deutschsprachige Erstausstrahlung am 10. September 2012 beim Spartensender RTL Nitro begann.

## Handlung
Im Mittelpunkt steht der 23-jährige Jimmy Chance, der noch bei seinen Eltern wohnt und zusammen mit seinem Vater als Poolreiniger und Hilfsgärtner arbeitet. Sein eintöniges Leben gerät mit der Begegnung einer aufregenden Unbekannten durcheinander, denn bereits nach der ersten Liebesnacht entpuppt sich Lucy als gesuchte Serienmörderin und einige Monate später teilt sie Jimmy mit, dass er Vater geworden ist und sich nach ihrer Hinrichtung um das Baby kümmern soll.
Als er seine Tochter Hope nach Hause bringt, kann seine chaotische Familie erstmal nichts mit dem Nachwuchs anfangen, doch jedes Familienmitglied versucht nach und nach auf seine eigene Art und Weise den alleinerziehenden Vater zu unterstützen. Seine Mutter Virginia gibt zum Beispiel das Rauchen auf, um mit dem ersparten Geld die Kinderbetreuung zu finanzieren, sein Vater Burt weiß seine Poolreinigungsgeräte kreativ einzusetzen, um Hope zu beschützen und seine demenzkranke Uroma Maw Maw fühlt sich selbst wieder wie eine junge Mutter.
Jimmy ist fest entschlossen, Hope eine glückliche Kindheit zu bescheren und manche Erziehungsfehler seiner Eltern, die als Teenager noch sehr unerfahren waren, zu vermeiden. Im Supermarkt holt er sich gerne auch Rat von der Kassiererin Sabrina, die die Eigenheiten von Jimmys Familie eher amüsant als merkwürdig findet. In der 14. Folge der zweiten Staffel werden Jimmy und Sabrina ein Paar, eine Staffel später, in Folge 14 von Staffel 3, heiraten sie.

## Besetzung und Synchronisation
Für die deutsche Synchronisation ist die Synchronfirma Bavaria Synchron GmbH in München verantwortlich. Die Dialogregie übernimmt Marina Köhler, die zugleich mit ihren Kolleginnen Stephanie Kellner und Inez Günther für das Dialogbuch zuständig ist.
| Schauspieler                                               | Rollenname                      | Hauptrolle (Episoden) | Nebenrolle (Episoden) | Synchronsprecher  |
| ---------------------------------------------------------- | ------------------------------- | --------------------- | --------------------- | ----------------- |
| Lucas Neff                                                 | Jimmy Chance                    | 1.01–4.22             |                       | Benedikt Gutjan   |
| Martha Plimpton                                            | Virginia Chance                 | 1.01–4.22             |                       | Carin C. Tietze   |
| Garret Dillahunt                                           | Burt Chance                     | 1.01–4.22             |                       | Torben Liebrecht  |
| Shannon Woodward                                           | Sabrina Collins; spätere Chance | 1.01–4.22             |                       | Maren Rainer      |
| Cloris Leachman                                            | Barbara June „Maw Maw“ Thompson | 1.01–4.22             |                       | Kathrin Ackermann |
| Baylie Cregut, Rylie Cregut                                | Hope Chance                     | 1.01–4.22             |                       |                   |
| Gregg Binkley                                              | Barney                          |                       | 1.01–4.22             | Sven Plate        |
| Kelly Heyer                                                | Virginia als Jugendliche        |                       | 1.01–4.22             | Jacqueline Belle  |
| Cameron Moulene (1. bis 3. Staffel) Corey Eid (4. Staffel) | Burt als Jugendlicher           |                       | 1.01–4.22             | Max Felder        |
| Skyler Stone                                               | Mike Chance                     |                       | 1.01–1.22             | Roman Wolko       |
| Kate Micucci                                               | Shelley                         |                       | 1.02–4.22             | Anja Stadlober    |
| Trace Garcia                                               | Jimmy, 3-jährig                 |                       | 1.02–4.22             |                   |
| Todd Giebenhain                                            | Frank                           |                       | 1.07–4.22             | Dominik Auer      |

## Ausstrahlung

### Vereinigte Staaten
Im Herbst 2009 gab Fox die Produktion einer Sitcom von Produzent Greg García unter dem Titel Keep Hope Alive bekannt. Die Erstausstrahlung erfolgte schließlich unter dem Namen Raising Hope ab dem 21. September 2010 im Anschluss an die Musical-Serie Glee. Im Januar 2011 verlängerte Fox die Serie um eine zweite Staffel, die zwischen dem 20. September 2011 und dem 17. April 2012 ausgestrahlt wurde.
Im April 2012 kündigte Fox die Produktion einer dritten Staffel an, die vom 2. Oktober 2012 bis zum 28. März 2013 mit der Ausnahme des einstündigen Staffelfinales im Anschluss an New Girl ausgestrahlt wurde. Im März 2013 gab Fox schließlich die Bestellung einer vierten Staffel der Comedyserie für die Season 2013–2014 bekannt. Die Ausstrahlung dieser vierten Staffel fand jeweils freitags ab dem 15. November 2013 statt. Das einstündige Staffelfinale, das auch das Serienfinale darstellt, wurde am 4. April 2014 gezeigt.

### Deutschsprachiger Raum
Für Deutschland sicherte sich die RTL Group die Ausstrahlungsrechte. Die Ausstrahlung der ersten Staffel erfolgte vom 10. September bis zum 19. November 2012 bei RTL Nitro mit Doppelfolgen. Die zweite Staffel wird seit dem 29. August 2013 wiederum in Doppelfolgen gezeigt. Die dritte Staffel wird in Österreich auf ORF1 seit dem 11. Juni 2015 ausgestrahlt.

## Auszeichnungen und Nominierungen

### Auszeichnungen
Satellite Awards
2011: Auszeichnung in der Kategorie Beste Darstellerin in einer Serie – Musical/Komödie für Martha Plimpton

### Nominierungen
Emmys
2011: Nominierung in der Kategorie Hauptdarstellerin in einer Comedyserie für Martha Plimpton
2011: Nominierung in der Kategorie Gastdarstellerin in einer Comedyserie für Cloris Leachman (Folge: Don’t Vote for this Episode)
2012: Nominierung in der Kategorie Outstanding Original Music and Lyrics für Matt Thompson für den Song Welcome Back to Hope in der Episode Prodigy
Satellite Awards
2010: Nominierung in der Kategorie Beste Fernsehserie – Musical/Komödie für Raising Hope
Young Artist Awards
2011: Nominierung in der Kategorie Beste wiederkehrende Schauspielerin in einer Fernsehserie – zwischen 11 und 16 Jahren für Kelly Heyer
2012: Nominierung in der Kategorie Beste wiederkehrende Schauspielerin in einer Fernsehserie – zwischen 11 und 16 Jahren für Kelly Heyer